# 金子操
金子 操（かねこ みさお、1915年7月1日 - 1990年3月22日）は日本の実業家。死亡時の役職は東宝代表取締役副社長、生活衛生同業組合京都興行理事長。東京都小平市出身。

## 経歴
- 1938年 - 明治大学法学部を卒業と同時に東宝に入社
- 1952年 - 映画興行部長
- 1958年3月25日 - 取締役
- 1969年 - 常務取締役
- 1974年 - 専務取締役
- 1977年 - 取締役副社長（のち代表取締役副社長）

## 受賞歴
- 1980年 - 厚生大臣表彰
- 1987年 - 藍綬褒章